# Pan-Pacific Championship 2009
Navigation
Édition précédente
L'édition 2009 du Pan-Pacific Championship est la 2e édition de cette compétition, un tournoi de pré-saison se déroulant au Home Depot Center de Carson, en Californie.

## Équipes
Cette compétition de pré-saison est souvent le moyen de tester l'équipe quelques jours avant le début de la saison mais également de faire débuter les joueurs universitaires recrutés lors de la draft pendant l'hiver pour ce qui concernent les équipes américaines.
Les quatre équipes suivantes participent au tournoi :
| Équipe             | Lieu                    | Championnat          | Participation | Notes                                                                              |
| ------------------ | ----------------------- | -------------------- | ------------- | ---------------------------------------------------------------------------------- |
| Los Angeles Galaxy | Los Angeles, États-Unis | Major League Soccer  | 2e            | Club hôte                                                                          |
| Oita Trinita       | Ōita, Japon             | J. League            | 1re           | Vainqueur de la Coupe de la ligue 2008                                             |
| Shandong Luneng    | Jinan, Chine            | Chinese Super League | 1re           | Champion de Chine en 2008                                                          |
| Suwon Bluewings    | Suwon, Corée du Sud     | K League Classic     | 1re           | Champion de Corée du Sud en 2008 et vainqueur de la Coupe de la ligue sud-coréenne |

### Tableau final
|  | Demi-finales                               | Demi-finales                               |                        |       | Finale                                     | Finale                                     |
|  | Demi-finales                               | Demi-finales                               |                        |       | Finale                                     | Finale                                     |
|  |                                            |                                            |                        |       |                                            |                                            |
|  | 18 février 2009, Home Depot Center, Carson | 18 février 2009, Home Depot Center, Carson |                        |       | 21 février 2009, Home Depot Center, Carson | 21 février 2009, Home Depot Center, Carson |
|  | 18 février 2009, Home Depot Center, Carson | 18 février 2009, Home Depot Center, Carson |                        |       | 21 février 2009, Home Depot Center, Carson | 21 février 2009, Home Depot Center, Carson |
|  | Los Angeles Galaxy                         | 2                                          |                        |       | 21 février 2009, Home Depot Center, Carson | 21 février 2009, Home Depot Center, Carson |
|  | Los Angeles Galaxy                         | 2                                          |                        |       | 21 février 2009, Home Depot Center, Carson | 21 février 2009, Home Depot Center, Carson |
|  | Oita Trinita                               | 0                                          |                        |       | 21 février 2009, Home Depot Center, Carson | 21 février 2009, Home Depot Center, Carson |
|  | Oita Trinita                               | 0                                          | Los Angeles Galaxy     | 1 (2) |                                            |                                            |
|  | 18 février 2009, Home Depot Center, Carson |                                            | Los Angeles Galaxy     | 1 (2) |                                            |                                            |
|  |                                            | Suwon Bluewings                            | 1 (4)                  |       |                                            |                                            |
|  | Suwon Bluewings                            | Suwon Bluewings                            | 1 (4)                  | 1     |                                            |                                            |
|  | Suwon Bluewings                            |                                            |                        | 1     |                                            |                                            |
|  | Shandong Luneng                            | 0                                          |                        |       |                                            |                                            |
|  | Shandong Luneng                            | 0                                          | Match pour la 3e place |       |                                            |                                            |
|  |                                            |                                            |                        |       |                                            |                                            |
|  | 21 février 2009, Home Depot Center, Carson |                                            |                        |       |                                            |                                            |
|  |                                            |                                            |                        |       |                                            |                                            |
|  | Oita Trinita                               | 2                                          |                        |       |                                            |                                            |
|  | Oita Trinita                               | 2                                          |                        |       |                                            |                                            |
|  | Shandong Luneng                            | 1                                          |                        |       |                                            |                                            |
|  | Shandong Luneng                            | 1                                          |                        |       |                                            |                                            |

## Résultats

### Demi-finales
| 18 février 2009 | Suwon Bluewings                                                        | 3 - 0 | Shandong Luneng | Home Depot Center, Carson, Californie |                              |
| 17:30 UTC−8:00  | Cho 81e                                                                |       |                 | Arbitrage : Baldomero Toledo          | Arbitrage : Baldomero Toledo |
| 17:30 UTC−8:00  | « Rapport »(Archive.org • Wikiwix • Archive.is • Google • Que faire ?) |       |                 | Arbitrage : Baldomero Toledo          | Arbitrage : Baldomero Toledo |

| 18 février 2009 | Los Angeles Galaxy                                                     | 2 - 0 | Oita Trinita | Home Depot Center, Carson, Californie |  |
| 20:00 UTC−8:00  | Buddle 44e · Kirovski 53e (pen.)                                       |       |              |                                       |  |
| 20:00 UTC−8:00  | « Rapport »(Archive.org • Wikiwix • Archive.is • Google • Que faire ?) |       |              |                                       |  |

### Match pour la troisième place
| 21 février 2009 | Oita Trinita               | 2 - 1 | Shandong Luneng      | Home Depot Center, Carson, Californie |  |
| 17:30 UTC−8:00  | Takamatsu 28e · Ueslei 42e |       | 45e (pen.) Mrdaković |                                       |  |
| 17:30 UTC−8:00  | Rapport                    |       |                      |                                       |  |

### Finale
| 21 février 2009 | Los Angeles Galaxy                 | 1 – 1             | Suwon Bluewings         | Home Depot Center, Carson, Californie |  |
| 20:00 UTC−8:00  | Magee 89e (pen.)                   |                   | 39e (csc) Franklin      |                                       |  |
| 20:00 UTC−8:00  | Rapport                            |                   |                         |                                       |  |
| 20:00 UTC−8:00  | Buddle · Klein · Magee · Patterson | Tirs au but 2 – 4 | Edu · Yang · Lee · Choi |                                       |  |

| Champion du Pan-Pacific Championship 2009 |
| ----------------------------------------- |
| Drapeau de la Corée du Sud                |
| Suwon Bluewings Premier titre             |

## Buteurs
| Rang | Nom              | Équipe                          | Buts |
| ---- | ---------------- | ------------------------------- | ---- |
| 1    | Edson Buddle     | Los Angeles Galaxy              | 1    |
| 1    | Cho Yong-Tae     | Suwon Samsung Bluewings         | 1    |
| 1    | Jovan Kirovski   | Los Angeles Galaxy              | 1    |
| 1    | Mike Magee       | Los Angeles Galaxy              | 1    |
| 1    | Miljan Mrdaković | Shandong Luneng                 | 1    |
| 1    | Daiki Takamatsu  | Oita Trinita                    | 1    |
| 1    | Ueslei           | Oita Trinita                    | 1    |
| Csc  | Sean Franklin    | Los Angeles Galaxy (pour Suwon) | 1    |